# Caravela (selos)
Caravela, no contexto da filatelia portuguesa refere-se ao conjunto de duas emissões base (ou ordinárias) de selos que apresentam o desenho de uma caravela.
Todos os selos apresentam o mesmo desenho de Jaime Martins Barata, gravado por Gustavo de Almeida Araújo, sendo os selos impressos na Casa da Moeda em folhas folhas 10×10, i.e. contendo 10 linhas de 10 selos.

## Primeira emissão
A primeira destas emissões, constituida por 17 valores, veio subustituir em 1943 a série Lusíadas que circulava desde 1931:
- No dia 14 de Março começaram a circular os selos de $05, $10 e $50.
- No dia 8 de Abril começaram a circular os selos de $15, $20, $30, $35, 1$00, 1$75, 2$00, 5$00, 10$00, 15$00 e 50$00.
- Finalmente no dia 18 de Abril começaram a circular os restantes valores: 2$50, 3$50 e 20$00.

Para Portugal, Ilhas e Colónias, os selos eram usados do seguinte modo: $05 para postais, $10 para folhetos, $30 para postais e $50 para uma carta e para correio registado.
Para o resto do mundo, o selo de 1$75 era o preço de uma carta, 1$00 o de um postal, $35 para folhetos e 2$00 o custo de registo.

## Segunda emissão
Em 1948 e 1949 foram emitidos nove novos selos, dois dos quais com taxas já existentes mas com diferentes cores. Assim, em 27 de Setembro de 1948 começou a circular o novo selo de 1$00 e em Janeiro de 1949 o novo selo de 2$00.
E para reflectir a actualização das taxas postais, novos valores foram introduzidos nas seguintes datas:
- Março de 1949: 7$50
- Abril de 1949: $80 e 1$20
- Julho de 1949: 1$50, 1$80, 4$00 e 6$00

As novas taxas tinham as seguintes utilizações, de acordo com as taxas que entraram em vigor em 1948:
- $80 - papel para o resto do mundo;
- 1$00 - carta para Portugal, Ilhas e Colónias (justificando a alteração de cores com as normas da União Postal Universal);
- 1$20 - excesso para uma carta e taxa de correio aereo;
- 1$80 - taxa de correio aéreo;
- 2$00 - carta para o resto do mundo(justificando a alteração de cores com as normas da União Postal Universal);
- 4$00 - Correio registrado para o resto do mundo.

## Retirada de circulação
Todos os selos foram retirados de circulação a 31 de Outubro de 1957. Foram substituídas pela nova emissão base, o chamado cavaleiro.